# دم‌داران
دُم‌داران یا دوزیستان دُم‌دار (نام علمی: Caudata) نام گروهی است از دوزیستان که دربرگیرنده سمندرها و تمامی گونه‌های منقرض سمندرمانند می‌شود که خویشاوندی آن‌ها بیشتر به سمندر نزدیک است تا قورباغه.
دم‌داران دارای دمی هستند که به خوبی توسعه یافته، بدن استوانهای، اغلب کشیده بوده و سر مشخص است. بیشتر آنها اندامهای توسعه‌یافته‌ای دارند که اغلب نسبت به طول بدن نسبتاً کوتاه است، با این حال دو تا از کلادها فاقد اندام بوده یا دارای اندام کاهش یافته می‌باشند. جمجمه‌های سمندرها با از دست دادن تعدادی از قسمتها کاهش یافته و سایر عناصر جمجمه‌ای هم تا حد
زیادی یا به‌طور کامل غضروفی است. عناصر غضروفی در اسکلت postcranial نیز وجود دارد. اینکه آیا این حالت غضروفی نشاندهنده ناجورزمانی (هتروکرونی) است نامشخص می‌باشد. بهر حال ناجورزمانی بارها و بارها در تکامل سمندرها رخ داده‌است. ناجورزمانی که شامل پدومورفوز (میان‌گونه‌ای) یا پدوژنز (درون‌گونه‌ای) است به‌وسیلهٔ حفظ آثار لاروی در افراد بالغ مثل شکاف‌های آبششی و آبشش، و عدم وجود پلکها شناخته شده‌است.
دودمان‌های اشتقاق یافته سمندرها، دارای لقاح داخلی هستند اگرچه فاقد عضو جفتگیری می‌باشند. دودمان‌های پایه‌ای یعنی Sirenidae و Cryptobranchoidea، لقاح خارجی دارند. در لقاح داخلی جنس نر یک اسپرماتوفور گذاشته و جنس ماده با استفاده از لبه‌های کلواک خود آن را دریافت می‌کند. بغیر از چند گونه که استثناء هستند، تکوین در آنها خارجی است، یا به‌طور مستقیم از طریق یک مرحله لاروی یا به‌طور مستقیم با ایجاد یک سمندر کوچک می‌باشد. سمندرها تاریخ زندگی متفاوتی دارند. تنها ۲۰–۲۵ درصد از گونه‌های شناخته شده دارای افراد بالغ و خشکیزی هستند که تنها برای جفت‌یابی یا رها کردن تخمها به آب بازمی‌گردند، که به‌صورت لاروهای آبزی آبشش‌دار تفریخ حاصل می‌کنند. این تاریخ زندگی دومرحله‌ای، حالت تیپیک تاریخ زندگی در سمندرهاست. با این حال مطالعات متمرکز در دهه‌های اخیر نشان داده که اکثر گونه‌های سمندرها، تخمهای خود را در خشکی و در خرد زیستگاه‌های مرطوب می‌گذارند، و این تخم‌ها به‌طور مستقیم به سمندرهای جوان کاملاً شکل یافته تفریخ پیدا می‌کنند. در تعداد کمی از گونه‌ها، تخمها تفریخ پیدا می‌کنند درحالی‌که هنوز در تخم‌راه (اویداکت) جنس ماده هستند.